# Seznam evroposlancev iz Združenega kraljestva (2004–2009)
Seznam evroposlancev iz Združenega kraljestva' v mandatu 2004-2009.

## Seznam
| Ime                     | Regija                   | Politična Stranka     | Politična stranka v Evropskem parlamentu      |
| ----------------------- | ------------------------ | --------------------- | --------------------------------------------- |
| Jim Allister            | Severna Irska            | DUP                   | Neodvisni\|NI                                 |
| Richard Ashworth        | South East England       | Konzervativna stranka | Evropska ljudska stranka - Evropski demokrati |
| Robert Atkins           | North West England       | Konzervativna stranka | Evropska ljudska stranka - Evropski demokrati |
| Elspeth Attwooll        | Scotland                 | Liberalni demokrati   | ALDE                                          |
| Gerard Batten           | London                   | UKIP                  | Ind & Dem                                     |
| Christopher Beazley     | East of England          | Konzervativna stranka | Evropska ljudska stranka - Evropski demokrati |
| Godfrey Bloom           | Yorkshire and the Humber | UKIP                  | Ind & Dem                                     |
| Graham Booth            | South West England       | UKIP                  | Ind & Dem                                     |
| John Bowis              | London                   | Konzervativna stranka | Evropska ljudska stranka - Evropski demokrati |
| Sharon Bowles1          | South East England       | Liberalni demokrati   | ALDE                                          |
| Philip Bradbourn        | West Midlands            | Konzervativna stranka | Evropska ljudska stranka - Evropski demokrati |
| Philip Bushill-Matthews | West Midlands            | Konzervativna stranka | Evropska ljudska stranka - Evropski demokrati |
| Martin Callanan         | North East England       | Konzervativna stranka | Evropska ljudska stranka - Evropski demokrati |
| Michael Cashman         | West Midlands            | Delavska stranka      | PES                                           |
| Giles Chichester        | South West England       | Konzervativna stranka | Evropska ljudska stranka - Evropski demokrati |
| Derek Clark             | East Midlands            | UKIP                  | Ind & Dem                                     |
| Richard Corbett         | Yorkshire and the Humber | Delavska stranka      | PES                                           |
| Chris Davies            | North West England       | Liberalni demokrati   | ALDE                                          |
| Bairbre de Brún         | Severna Irska            | Sinn Féin             | EUL-NGL                                       |
| Nirj Deva               | South East England       | Konzervativna stranka | Evropska ljudska stranka - Evropski demokrati |
| Den Dover               | North West England       | Konzervativna stranka | Evropska ljudska stranka - Evropski demokrati |
| Andrew Duff             | East of England          | Liberalni demokrati   | ALDE                                          |
| James Elles             | South East England       | Konzervativna stranka | Evropska ljudska stranka - Evropski demokrati |
| Jillian Evans           | Wales                    | PC                    | Skupina Zelenih-Evropska svobodna zveza       |
| Jonathan Evans          | Wales                    | Konzervativna stranka | Evropska ljudska stranka - Evropski demokrati |
| Robert Evans            | London                   | Delavska stranka      | PES                                           |
| Nigel Farage            | South East England       | UKIP                  | Ind & Dem                                     |
| Glyn Ford               | South West England       | Delavska stranka      | PES                                           |
| Neena Gill              | West Midlands            | Delavska stranka      | PES                                           |
| Fiona Hall              | North East England       | Liberalni demokrati   | ALDE                                          |
| Daniel Hannan           | South East England       | Konzervativna stranka | Evropska ljudska stranka - Evropski demokrati |
| Malcolm Harbour         | West Midlands            | Konzervativna stranka | Evropska ljudska stranka - Evropski demokrati |
| Chris Heaton-Harris     | East Midlands            | Konzervativna stranka | Evropska ljudska stranka - Evropski demokrati |
| Roger Helmer            | East Midlands            | Konzervativna stranka | Evropska ljudska stranka - Evropski demokrati |
| Mary Honeyball          | London                   | Delavska stranka      | PES                                           |
| Richard Howitt          | East of England          | Delavska stranka      | PES                                           |
| Ian Hudghton            | Scotland                 | SNP                   | Skupina Zelenih-Evropska svobodna zveza       |
| Stephen Hughes          | North East England       | Delavska stranka      | PES                                           |
| Caroline Jackson        | South West England       | Konzervativna stranka | Evropska ljudska stranka - Evropski demokrati |
| Syed Kamall²            | London                   | Konzervativna stranka | Evropska ljudska stranka - Evropski demokrati |
| Saj Karim               | North West England       | Liberalni demokrati   | ALDE                                          |
| Robert Kilroy-Silk³     | East Midlands            | Veritas               | Neodvisni\|NI                                 |
| Glenys Kinnock          | Wales                    | Delavska stranka      | PES                                           |
| Timothy Kirkhope        | Yorkshire and the Humber | Konzervativna stranka | Evropska ljudska stranka - Evropski demokrati |
| Roger Knapman           | South West England       | UKIP                  | Ind & Dem                                     |
| Jean Lambert            | London                   | Greens (E&W)          | Skupina Zelenih-Evropska svobodna zveza       |
| Caroline Lucas          | South East England       | Greens (E&W)          | Skupina Zelenih-Evropska svobodna zveza       |
| Sarah Ludford           | London                   | Liberalni demokrati   | ALDE                                          |
| Liz Lynne               | West Midlands            | Liberalni demokrati   | ALDE                                          |
| David Martin            | Scotland                 | Delavska stranka      | PES                                           |
| Linda McAvan            | Yorkshire and the Humber | Delavska stranka      | PES                                           |
| Arlene McCarthy         | North West England       | Delavska stranka      | PES                                           |
| Edward McMillan-Scott   | Yorkshire and the Humber | Konzervativna stranka | Evropska ljudska stranka - Evropski demokrati |
| Claude Moraes           | London                   | Delavska stranka      | PES                                           |
| Eluned Morgan           | Wales                    | Delavska stranka      | PES                                           |
| Ashley Mote4            | South East England       | Neodvisen             | Neodvisni\|NI                                 |
| Mike Nattrass           | West Midlands            | UKIP                  | Ind & Dem                                     |
| Bill Newton Dunn        | East Midlands            | Liberalni demokrati   | ALDE                                          |
| Emma Nicholson          | South East England       | Liberalni demokrati   | ALDE                                          |
| Jim Nicholson           | Severna Irska            | UUP                   | Evropska ljudska stranka - Evropski demokrati |
| Neil Parish             | South West England       | Konzervativna stranka | Evropska ljudska stranka - Evropski demokrati |
| John Purvis             | Scotland                 | Konzervativna stranka | Evropska ljudska stranka - Evropski demokrati |
| Brian Simpson5          | North West England       | Delavska stranka      | PES                                           |
| Peter Skinner           | South East England       | Delavska stranka      | PES                                           |
| Alyn Smith              | Scotland                 | SNP                   | Skupina Zelenih-Evropska svobodna zveza       |
| Struan Stevenson        | Scotland                 | Konzervativna stranka | Evropska ljudska stranka - Evropski demokrati |
| Catherine Stihler       | Scotland                 | Delavska stranka      | PES                                           |
| Robert Sturdy           | East of England          | Konzervativna stranka | Evropska ljudska stranka - Evropski demokrati |
| David Sumberg           | North West England       | Konzervativna stranka | Evropska ljudska stranka - Evropski demokrati |
| Charles Tannock         | London                   | Konzervativna stranka | Evropska ljudska stranka - Evropski demokrati |
| Jeffrey Titford         | East of England          | UKIP                  | Ind & Dem                                     |
| Gary Titley             | North West England       | Delavska stranka      | PES                                           |
| Geoffrey van Orden      | East of England          | Konzervativna stranka | Evropska ljudska stranka - Evropski demokrati |
| Diana Wallis            | Yorkshire and the Humber | Liberalni demokrati   | ALDE                                          |
| Graham Watson           | South West England       | Liberalni demokrati   | ALDE                                          |
| John Whittaker          | North West England       | UKIP                  | Ind & Dem                                     |
| Glenis Willmott6        | East Midlands            | Delavska stranka      | PES                                           |
| Tom Wise                | East of England          | UKIP                  | Ind & Dem                                     |

## Bivši evroposlanci
| Ime               | Regija             | Stranka               | Datum             | Vzrok za odstop                                       |
| ----------------- | ------------------ | --------------------- | ----------------- | ----------------------------------------------------- |
| Chris Huhne       | South East England | Liberalni demokrati   | 11. maj 2005      | odstopil, je ker bil izvoljen v Britanski spodnji dom |
| Theresa Villiers  | London             | Konzervativna stranka | 11. maj 2005      | odstopil, ker je bil izvoljen v Britanski spodnji dom |
| Phillip Whitehead | East Midlands      | Delavska stranka      | 31. december 2005 | umrl                                                  |
| Terry Wynn        | North West England | Delavska stranka      | 27. avgust 2006   | dopolnil 60 let                                       |